# Liste des comtes de Looz
Le comté de Looz apparaît aux alentours de l'an mil, fondé par des seigneurs originaires de Betuwe.

## Maison de Looz
Otton de Looz, fils de Rodolphe, comte en Betuwe.
marié à Luitgarde de Namur, fille d'Albert Ier, comte de Namur et d'Ermengarde de Basse-Lotharingie
Gislebert († 1044 ou 1046), fils du précédent.
marié à Erlende de Jodoigne
Emmon († 1078), fils du précédent
marié à Suanehilde, fille de Thierry III, comte de Frise-Occidentale et d'Othelandis de Nordmarck.
Arnoul Ier (1060 † 1126), fils du précédent
marié à Agnès de Mayence
Gérard Ier († 1103), fils du précédent
 Arnoul II († avant 1141), fils d'Arnoul Ier
marié à Agnès

Comtes de Looz : burelé d'or et de gueules

Louis Ier (1110 † 1171), fils du précédent
marié à Agnès de Metz, fille de Folmar V, comte de Metz et de Mathilde de Dagsbourg
Gérard II († 1191), fils du précédent
marié à Adélaïde de Gueldre, fille d'Henri Ier, comte de Gueldre et d'Agnès d'Arnstein
Louis II († 1218), fils du précédent
marié à Ada, comtesse de Hollande, fille de Thierry VII, comte de Hollande, et d'Adélaïde de Clèves
Henri († 1218), chanoine de Saint-Lambert à Liège, comte de Looz pendant la minorité d'Arnoul IV, frère du précédent.
Arnoul III († 1221), comte de Rieneck et de Looz pendant la minorité d'Arnoul IV, frère des deux précédents
marié à Adélaïde de Brabant (1190 † 1265), fille d'Henri Ier, duc de Brabant et de Mathilde de Boulogne ou d'Alsace.
Louis III († 1243), comte de Looz, neveu du précédent, fils de Gérard III, comte de Rieneck, et de Cunégonde de Zimmern
en 1227, il laisse le comté de Looz à son frère.

comtes de Looz et de Chiny

Arnoul IV († 1273), comte de Looz et de Chiny (Arnoul II), frère du précédent, fils de Gérard III, comte de Rieneck, et de Cunégonde de Zimmern
marié à Jeanne, comtesse de Chiny (1205 † 1271)
Jean Ier († 1279), fils aîné du précédent
marié en premières noces en 1258 à Mathilde de Juliers, fille de Guillaume IV, comte de Juliers, et de Mathilde de Gueldre.
marié en secondes noces à Isabelle de Condé
Arnoul V (1260 † 1323), comte de Looz et de Chiny (1299-1323, Arnoul III), fils du précédent et de Mathilde de Juliers.
marié à Marguerite de Vianden.
Louis IV († 1336), comte de Looz et de Chiny (Louis VI), fils du précédent 
marié à Marguerite de Lorraine († 1348), fille de Thiébaud II, duc de Lorraine, et d'Isabelle de Rumigny.

## Maison de Heinsberg
Thierry de Heinsberg († 1361), comte de Looz et de Chiny, neveu du précédent, fils de Godefroy de Heinsberg et de Mathilde de Looz
marié à Cunegonde de la Marck
Godefroy de Heinsberg (1325 † 1395), seigneur de Dalenbroeck, neveu du précédent, fils de Jean de Heinsberg, seigneur de Dalenbroeck, et de Catherine de Vorne. Il aurait reçu les comtés de Looz et de Chiny de son oncle, mais le prince-évêque de Liège s'empare du comté de Looz qui est réuni à perpétuité à la Principauté de Liège. Godefroy vend Chiny et Looz à Arnoul de Rumigny en 1362

## Maison de Rumigny
1362 - 1366 : Arnoul VI de Rumigny, fils de Guillaume d'Oreye. 
Après avoir tenté de conquérir Looz en 1363, il renonce définitivement au comté de Looz en 1366. Les princes-évêques de Liège ajoutent à leurs titres celui de comte de Looz.
Voir ensuite : Liste des princes-évêques de Liège.